# Ludvík Vacátko
Ludvík Vacátko (19. srpna 1873 Simmering – 26. listopadu 1956 Kunvald) byl český malíř a profesor kreslení.

## Život
Akademický malíř profesor Ludvík Vacátko se narodil v Simmeringu u Vídně. Rodiče mu vybrali dráhu důstojníka. Ludvík Vacátko po absolvování vojenské školy působil jako profesor kreslení na pražské kadetní škole. Při zaměstnání v letech 1895-1901 si doplňoval vzdělání na Akademii výtvarných umění v Praze a absolvoval u prof.  Vojtěcha Hynaise. Ve studiích pokračoval ještě v Paříži, Vídni a Mnichově.
Po odchodu z armády se věnoval umění, byl vynikajícím znalcem anatomie zvířat, jeho obrazy zachycují nejvíce koně, zvěř a bitevní scény. Luděk Marold si Vacátka vybral jako asistenta při tvorbě panoramatického obrazu Bitva u Lipan. Jeho výtvarný projev ovlivnil malíře Jiřího Židlického a Františka Liebla. V roce 1928 vydal knihu „Malířství zvířat“.
V roce 1943 se přestěhoval do Kunvaldu, kde žil až do své smrti v roce 1956.

## Galerie

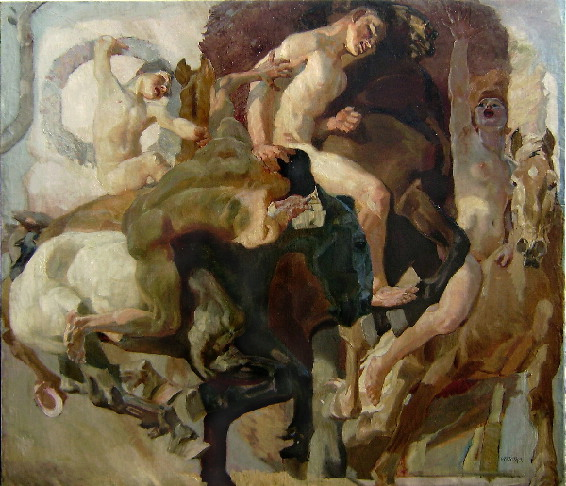
Boj vítězný - Olej na plátně
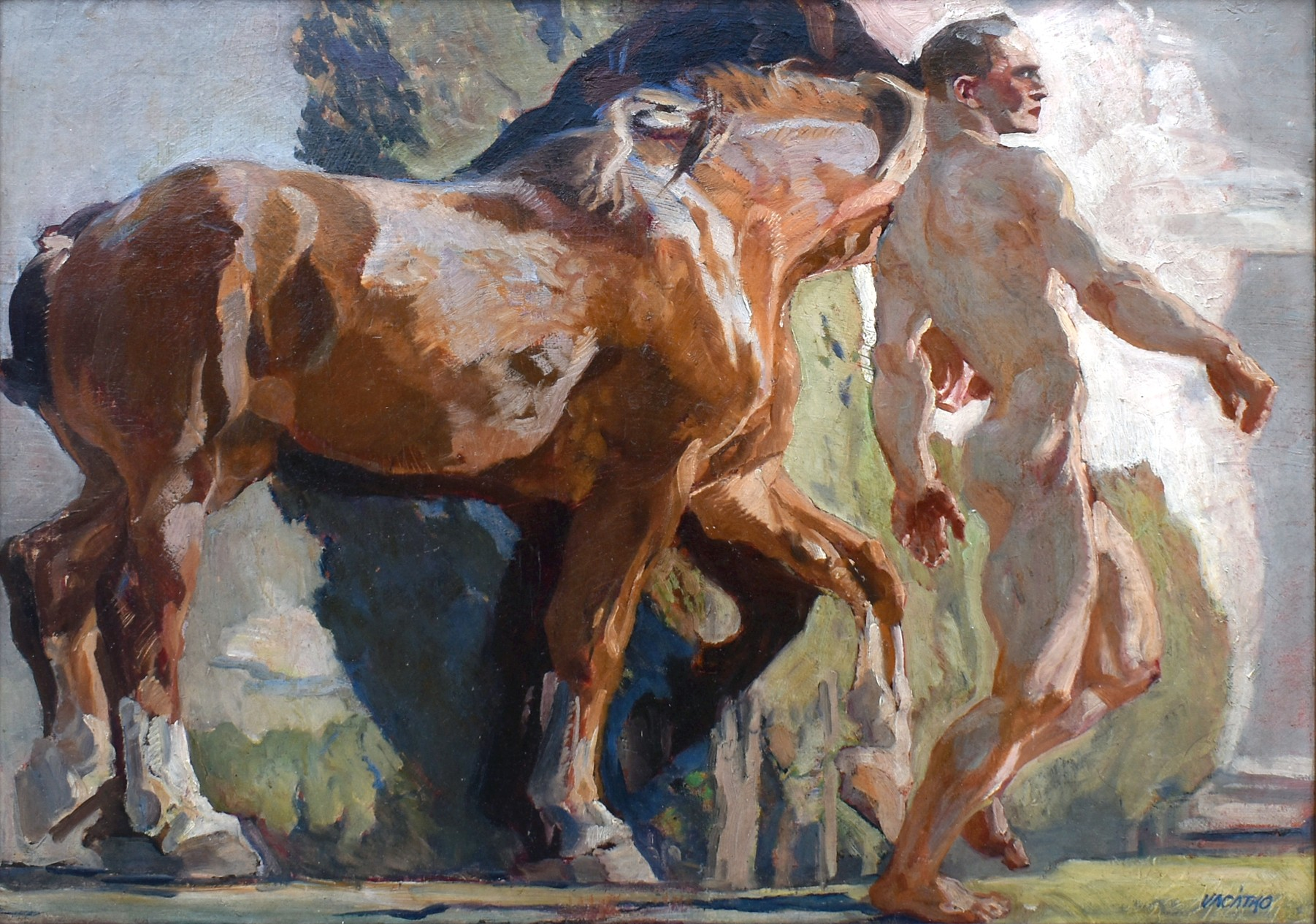
Plavení koní : Olej na lepence